# Protapion dentipes
Protapion dentipes é uma espécie de insetos coleópteros polífagos pertencente à família Apionidae.
A autoridade científica da espécie é Gerstaecker, tendo sido descrita no ano de 1854.
Trata-se de uma espécie presente no território português.